# نولان سويقي
نولان سويقي (الاسم العلمي:Nolana petiolata) هو نوع نباتي يتبع جنس النولان من فصيلة الباذنجانية.